# Morning Musume Early Single Box
Albums de Morning Musume
Ai no Dai 6 Kan
(2004) Rainbow 7
(2006)
Singles
Morning Musume Early Single Box est un coffret du groupe de J-pop Morning Musume contenant 9 disques CD (8 maxi-singles et un disque instrumental).

## Présentation
Le coffret sort le 15 décembre 2004 au Japon sur le label zetima. Il atteint la 27e place du classement Oricon, et reste classé pendant 2 semaines. Il contient les rééditions en format maxi-singles des huit premiers singles du groupe sortis de 1998 à début 2000, exceptant son tout premier single sorti en indépendant, Ai no Tane dont l'unique chanson figure en "face B" de son premier single en "major". À l'exception de cette première chanson, tous les titres de ces disques furent écrits et produits par Tsunku.
Ces huit singles étaient sortis à l'origine au format "mini-CD single" de 8 cm, qui était la norme pour les singles au Japon dans cette période ; les six premiers étaient insérés dans des boitiers "mini-CD" (de 8,5 x 16,5 cm), tandis que les deux derniers furent insérés dans des boitiers fins "maxi-single" pour disques de 12 cm. À partir du single Happy Summer Wedding de mai 2000, les singles du groupe sont désormais édités au format "maxi-single" de 12 cm, insérés dans des boitiers CD standards. Ces ré-éditions permettent donc aux collectionneurs de posséder tous les singles du groupe dans un même format.
Chacun des disques contient en bonus une version inédite de sa chanson-titre ne figurant pas sur l'édition originale (deux pour le dernier single). Le coffret contient un neuvième disque bonus "Original Karaoke" contenant des versions instrumentales inédites de titres du groupe figurant sur ses trois premiers albums. Les huit maxis-singles du coffret re-sortiront également à la vente à l'unité peu après, le 2 mars 2005.

## Membres présentes
- 1re génération : Yuko Nakazawa, Aya Ishiguro (disques N°1 à 7), Kaori Iida, Natsumi Abe, Asuka Fukuda (disques N°1 à 4)
- 2e génération (disques N°2 à 8) : Kei Yasuda, Mari Yaguchi, Sayaka Ichii
- 3e génération (disques N°7 et 8) : Maki Goto

## Disques
1. Morning Coffee
  1. Morning Coffee (モーニングコーヒー?)
  2. Ai no Tane (愛の種?)
  3. Morning Coffee (Instrumental) (モーニングコーヒー...?)
  4. Morning Coffee (Unreleased B♭ Version) (モーニングコーヒー...?)
2. Summer Night Town
  1. Summer Night Town (サマーナイトタウン?)
  2. A Memory of Summer '98
  3. Summer Night Town (Instrumental Version) (サマーナイトタウン...?)
  4. Summer Night Town (First Live Version) (サマーナイトタウン...?)
3. Daite Hold On Me!
  1. Daite Hold on Me! (抱いてHOLD ON ME!?)
  2. Tatoeba (例えば?)
  3. Daite Hold on Me! (Instrumental) (抱いてHOLD ON ME!...?)
  4. Daite Hold on Me! (Morning Keiji Version) (抱いてHOLD ON ME!（｢モーニング刑事｣Version)?)
4. Memory Seishun no Hikari
  1. Memory Seishun no Hikari (Memory 青春の光?)
  2. Happy Night
  3. Never Forget
  4. Memory Seishun no Hikari (Instrumental) (Memory 青春の光...?)
  5. Memory Seishun no Hikari (1999 Live Version) (Memory 青春の光...?)
5. Manatsu no Kōsen
  1. Manatsu no Kōsen (真夏の光線?)
  2. Koi no Shihatsu Ressha (恋の始発列車?)
  3. Manatsu no Kōsen (Instrumental) (真夏の光線...?)
  4. Manatsu no Kōsen (Early Version) (真夏の光線...?)
6. Furusato
  1. Furusato (ふるさと?)
  2. Wasurerannai (忘れらんない?)
  3. Furusato (Instrumental) (ふるさと...?)
  4. Furusato (Early Vocal Version) (ふるさと...?)
7. Love Machine
  1. Love Machine (LOVEマシーン?)
  2. 21seiki (21世紀?)
  3. Love Machine (Instrumental) (LOVEマシーン...?)
  4. Love Machine (Early Unision Version) (LOVEマシーン...?)
8. Koi no Dance Site
  1. Koi no Dance Site (恋のダンスサイト?)
  2. Koi wa Rock n' Roll (恋はロケンロー?)
  3. Koi no Dance Site (Instrumental) (恋のダンスサイト...?)
  4. Koi no Dance Site (Groove That Soul Remix) (恋のダンスサイト...?)
  5. Koi no Dance Site (M.I.D. KH-R CLUB MIX) (恋のダンスサイト...?)
9. Original Karaoke
  1. Ai no Tane (愛の種?) (version instrumentale d'un titre des singles Ai no Tane et Morning Coffee et de l'album First Time)
  2. Good Morning (version instrumentale d'un titre de l'album First Time)
  3. Dō ni ka Shite Doyōbi (うにかして土曜日?) (version instrumentale d'un titre de l'album First Time)
  4. Mirai no Tobira (未来の扉?) (version instrumentale d'un titre de l'album First Time)
  5. Usotsuki Anta (ウソつきあんた?) (version instrumentale d'un titre de l'album First Time)
  6. Happy Night (version instrumentale d'un titre du single Memory Seishun no Hikari)
  7. Never Forget (version instrumentale d'un titre du single Memory Seishun no Hikari)
  8. Suki de x5 (好きで×5?) (version instrumentale d'un titre de l'album Second Morning)
  9. Papa ni Niteiru Kare (パパに似ている彼?) (version instrumentale d'un titre de l'album Second Morning)
  10. Senkō Hanabi (せんこう花火?) (version instrumentale d'un titre de l'album Second Morning)
  11. Da Di Du De Do Da Di! (ダディドゥデドダディ！?) (version instrumentale d'un titre de l'album Second Morning)
  12. Aisha Loan de (愛車ローンで?) (version instrumentale d'un titre de l'album 3rd -Love Paradise-)
  13. Kuchizuke no Sono Ato (くちづけのその後?) (version instrumentale d'un titre de l'album 3rd -Love Paradise-)
  14. Dance Suru no da! (DANCEするのだ！?) (version instrumentale d'un titre de l'album 3rd -Love Paradise-)
  15. Harajuku 6:00 Shūgō (原宿6:00集合?) (version instrumentale d'un titre de l'album 3rd -Love Paradise-)